# Muzeul de Etnografie „Gheorghe Cernea” din Rupea
Muzeul de Etnografie „Gheorghe Cernea” din Rupea este un muzeu județean din Rupea, amplasat în Piața Republicii nr. 191. Muzeul a fost adăpostit inițial în două camere ale imobilului din str. Republicii nr. 280, aici fiind expuse tablouri, obiecte de cult, artă populară, arheologie. În această formulă funcționează până în anul 1960, urmând ca după o întrerupere de zece ani să fie redeschis în clădirea actuală, care datează de la sfârșitul secolului al XIX-lea. Sunt expuse costume, țesături de interior, mobilier, unelte, icoane, ceramică, toate ilustrând ocupațiile tradiționale ale locuitorilor din zona Rupea.